# Стрільбичі
Стрі́льбичі — село в Україні, у Самбірському районі Львівської області. Населення становить 1831 осіб (у 1921 р. — 1578 осіб). Орган місцевого самоврядування — Старосамбірська міська рада.

## Назва
За роки радянської влади село в документах називали «Стрільбище». 1989 р. селу повернули історичну назву.

## Географія
На західній околиці села річка Левурда впадає у Яблуньку, ліву притоку Дністра.

## Історія
Давньоруське село, яке могло існувати ще за часів Галицько-Волинської держави королів Лева та Юрія. Перша документальна згадка в історичних метриках припадає на 1422 р., а в актових документах постійно згадується з 1437 року.. В родових документах шляхтичів та війтів цього села Стрільбицьких зафіксоване як таке що вже існувало в 1243 році.

## Населення

### Мова
Розподіл населення за рідною мовою за даними перепису 2001 року:
| Мова       | Кількість | Відсоток |
| ---------- | --------- | -------- |
| українська | 1827      | 99.78%   |
| російська  | 2         | 0.11%    |
| білоруська | 2         | 0.11%    |
| Усього     | 1831      | 100%     |

## Церква
Храм Покрови Пресвятої Богородиці. Належить парафії ПЦУ.

## Відомі люди
- рід Стрільбицьких — війти та урядники села Стрільбичі в 13—18 ст[6].
- Гаврилик Петро Михайлович — референт пропаганди та виконувач обов'язки керівника Самбірського надрайонного проводу ОУН, Лицар Срібного хреста заслуги УПА.
- Галич Василь Миколайович — український історик, перекладач, громадський діяч у США. Дійсний член НТШ та Американського історичного товариства.
- Орест Фурдичко — український фахівець лісового господарства, політик